# Entergalactic (album)
Albums de Kid Cudi
Man on the Moon III: The Chosen
(2020) Insano
(2024)
Singles
1. Do What I Want
Sortie : 10 juin 2022
2. Willing to Trust
Sortie : 23 septembre 2022

Entergalactic est le huitième album studio du rappeur américain Kid Cudi sorti en 2022. Il constitue la bande originale du film d'animation du même nom diffusé sur Netflix

## Historique
En 2009, Kid Cudi publie son premier album studio, Man on the Moon: The End of Day. Il contient notamment la chanson Enter Galactic (Love Connection Part I), qui a été inspiré par un moment où lui et une amie ont mangé des champignons hallucinogènes et écouté de la musique ensemble. Plus tard en 2009, l'artiste interprète un titre intitulé Deep Sleep (Love Connection Part II) qui sert de suite au premier mais ne sera jamais officiellement publié,
En juillet 2019, Kid Cudi annonce un projet titré Entergalactic plus tard révélé comme étant la bande originale d'un projet de série d'animation pour adultes pour Netflix développé avec Kenya Barris, créateur de Black-ish.
Dans une interview pour Complex en septembre 2019, Kid Cudi explique qu'il « avait besoin de faire quelque chose de différent ».
En septembre 2022, Kid Cudi révèle que l'album est dédié à la mémoire de son ami Virgil Abloh. L'album sort le jour de l'anniversaire de son dernier, le 30 septembre 2022. Le projet de série est finalement présenté sous la forme d'un film.

## Liste des titres
| Liste des titres | Liste des titres                                                     | Liste des titres                                                                            | Liste des titres                                                            | Liste des titres | Liste des titres | Liste des titres | Liste des titres | Liste des titres | Liste des titres |
| No               | Titre                                                                | Auteur                                                                                      | Producteurs                                                                 | Durée            |                  |                  |                  |                  |                  |
| ---------------- | -------------------------------------------------------------------- | ------------------------------------------------------------------------------------------- | --------------------------------------------------------------------------- | ---------------- | ---------------- | ---------------- | ---------------- | ---------------- | ---------------- |
| 1.               | Entergalactic Theme                                                  | - Oladipo Omishore - William J. Sullivan                                                    | - Dot da Genius - Kid Cudi - Sullivan                                       | 1:30             |                  |                  |                  |                  |                  |
| 2.               | New Mode                                                             | - Scott Mescudi - Omishore                                                                  | - Dot da Genius - Kid Cudi                                                  | 3:56             |                  |                  |                  |                  |                  |
| 3.               | Do What I Want                                                       | - Mescudi - Omishore - David Biral - Denzel Baptiste - Levi Carter - Roy Lenzo - Russ Chell | - Take a Daytrip - Chell - Carter (add.) - Lenzo (add.)                     | 2:52             |                  |                  |                  |                  |                  |
| 4.               | Angel                                                                | - Mescudi - Jean-Baptiste Kouame - Jeremiah Raisen - Justin Raisen                          | - Dot da Genius - Jean-Baptiste - Justin Raisen - Kid Cudi - Sadpony        | 2:26             |                  |                  |                  |                  |                  |
| 5.               | Ignite the Love                                                      | - Mescudi - Carlton McDowell - Rex Masamune Kudo                                            | - McDowell - Dot Da Genius - Heavy Mellow - Kid Cudi - Kudo - Skrillex      | 2:42             |                  |                  |                  |                  |                  |
| 6.               | In Love                                                              | - Mescudi - Omishore                                                                        | - Dot da Genius - Kid Cudi                                                  | 3:38             |                  |                  |                  |                  |                  |
| 7.               | Willing to Trust (feat. Ty Dolla Sign)                               | - Mescudi - Omishore - Evan Mast - Rami Eadeh - Lenzo - Tyrone Griffin Jr.                  | - Dot da Genius - E. Vax - Kid Cudi - Ramii                                 | 4:42             |                  |                  |                  |                  |                  |
| 8.               | Can't Believe It (feat. 2 Chainz)                                    | - Mescudi - Omishore - Tauheed Epps - Nick Koenig - Patrick Reynolds                        | - Dot da Genius - Hot Sugar - Kid Cudi - Plain Pat                          | 2:52             |                  |                  |                  |                  |                  |
| 9.               | Livin' My Truth                                                      | - Mescudi - Omishore - Al Green - Vincent Goodyer - Mast                                    | - Dot da Genius - Kid Cudi - E. Vax (add.) - 18yoman (add.)                 | 2:13             |                  |                  |                  |                  |                  |
| 10.              | Maybe So                                                             | - Mescudi - Mid-Air Thief - Teo Halm                                                        | - Dot da Genius - Kid Cudi - Halm                                           | 3:40             |                  |                  |                  |                  |                  |
| 11.              | Can't Shake Her (feat. Ty Dolla Sign)                                | - Mescudi - Omishore - Griffin                                                              | - Dot da Genius - Kid Cudi                                                  | 2:56             |                  |                  |                  |                  |                  |
| 12.              | She's Lookin' for Me                                                 | - Mescudi - Omishore - Sullivan - Eadeh                                                     | - Dot da Genius - Kid Cudi - Ramii - Sullivan                               | 3:35             |                  |                  |                  |                  |                  |
| 13.              | My Drug                                                              | - Mescudi - Sullivan - Jarrett Goodly - Margaux Whitney                                     | - Dot da Genius - Kid Cudi - Sensei Buenos - Sullivan - Yuli                | 2:11             |                  |                  |                  |                  |                  |
| 14.              | Somewhere to Fly (feat. Don Toliver)                                 | - Mescudi - Ashtyn Watson - Caleb Toliver - Ebony Oshunrinde                                | - Dot da Genius - Kid Cudi - Lucy Clubhouse - WondaGurl                     | 2:56             |                  |                  |                  |                  |                  |
| 15.              | Burrow (titre bonus) (feat. Don Toliver, Steve Aoki & Dot da Genius) | - Mescudi - Toliver - Omishore - Michael Gazzo - Steve Aoki                                 | - Dot da Genius - Gazzo - Kid Cudi - Aoki - Derek "206derek" Anderson (vo.) | 3:31             |                  |                  |                  |                  |                  |
| 45:40            |                                                                      |                                                                                             |                                                                             |                  |                  |                  |                  |                  |                  |